# Cuango (Panama)
Cuango è un comune (corregimiento) della Repubblica di Panama situato nel distretto di Santa Isabel, provincia di Colón. Si estende su una superficie di 37,9 km² e conta una popolazione di 442 abitanti (censimento 2010).